# ميروين كروفورد يونغ
ميروين كروفورد يونغ (بالإنجليزية: M. Crawford Young)‏ هو عالم سياسة أمريكي، ولد في 7 نوفمبر 1931 في فيلادلفيا في الولايات المتحدة.